# 야마하 YM3812

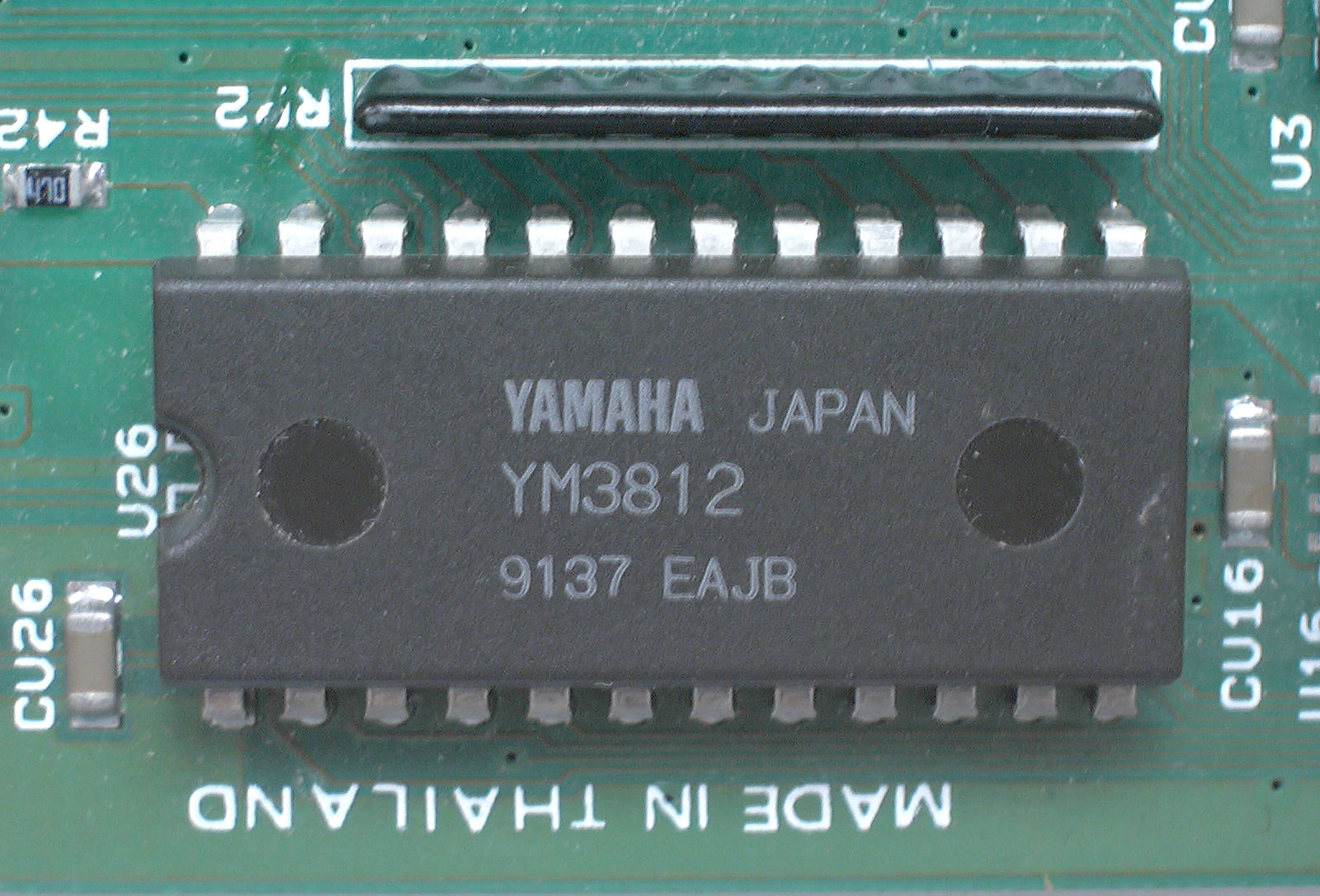
야마하 YM3812

야마하 YM3812(Yamaha YM3812) 또는 OPL2는 1985년 야마하가 개발한 사운드 칩이며 애드립, 사운드 블라스터, 프로 오디오스펙트럼 (8비트) 등 IBM PC 기반 사운드 카드, 그리고 일본물산, 토아플랜과 같은 여러 아케이드 게임에 널리 사용된 것으로 유명하다.

## 개요
매우 비슷한 야마하 YM3526과 하위 호환되는데, 사실상 3개의 새로운 파형만이 추가된 것이다. OPL2의 업그레이드된 버전 야마하 YMF262(OPL3) 또한 사운드 블라스터 16 등의 나중에 출시된 사운드 카드에서 인기를 끌었다. 다른 관련 칩으로 비용 절감 버전인 YM2413(OPLL)이 있다.

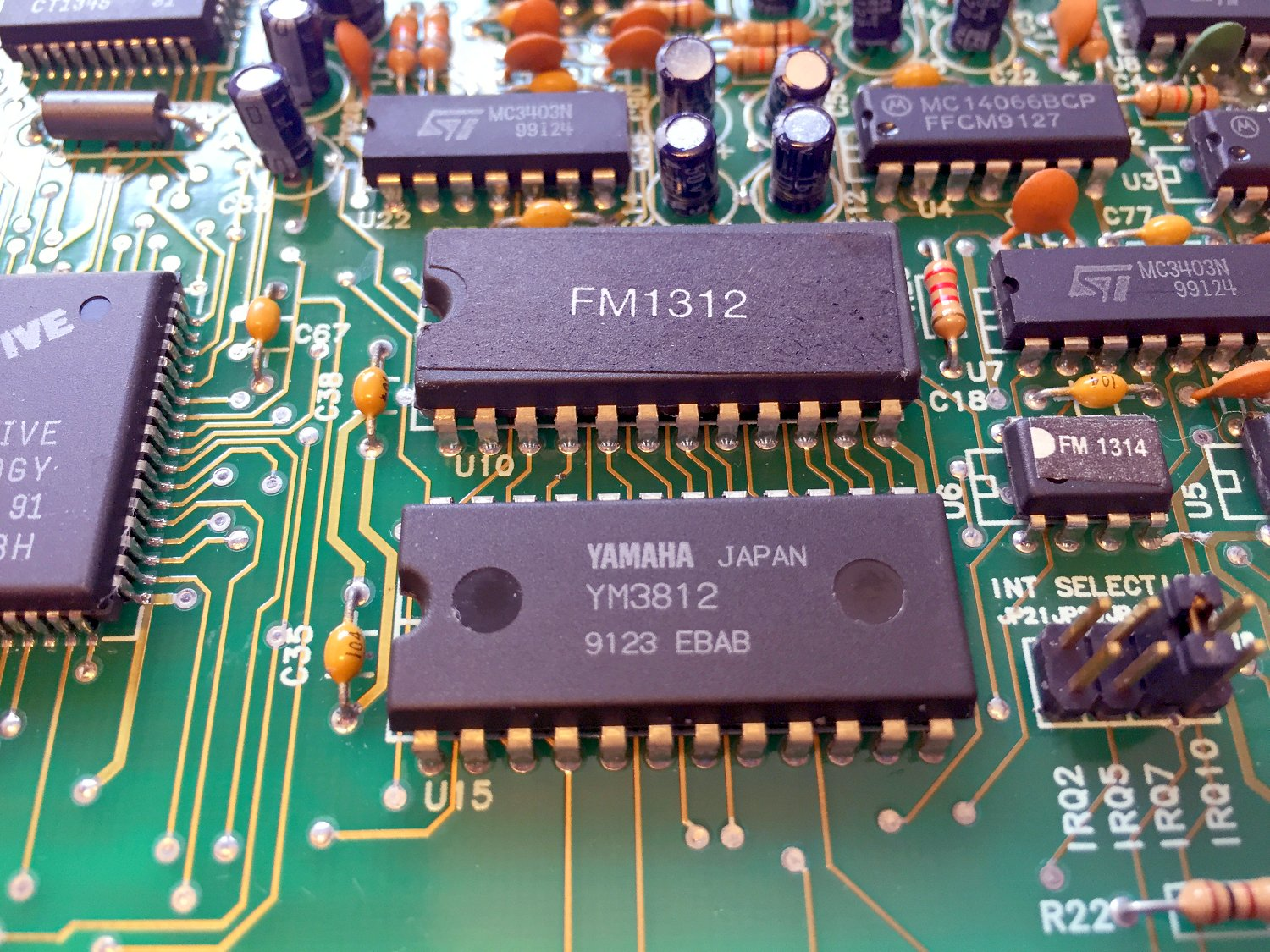
크리에이티브 랩스와 기타 기업들이 오리지널 야마하 레이블을 숨겨놓는 경우도 있다.
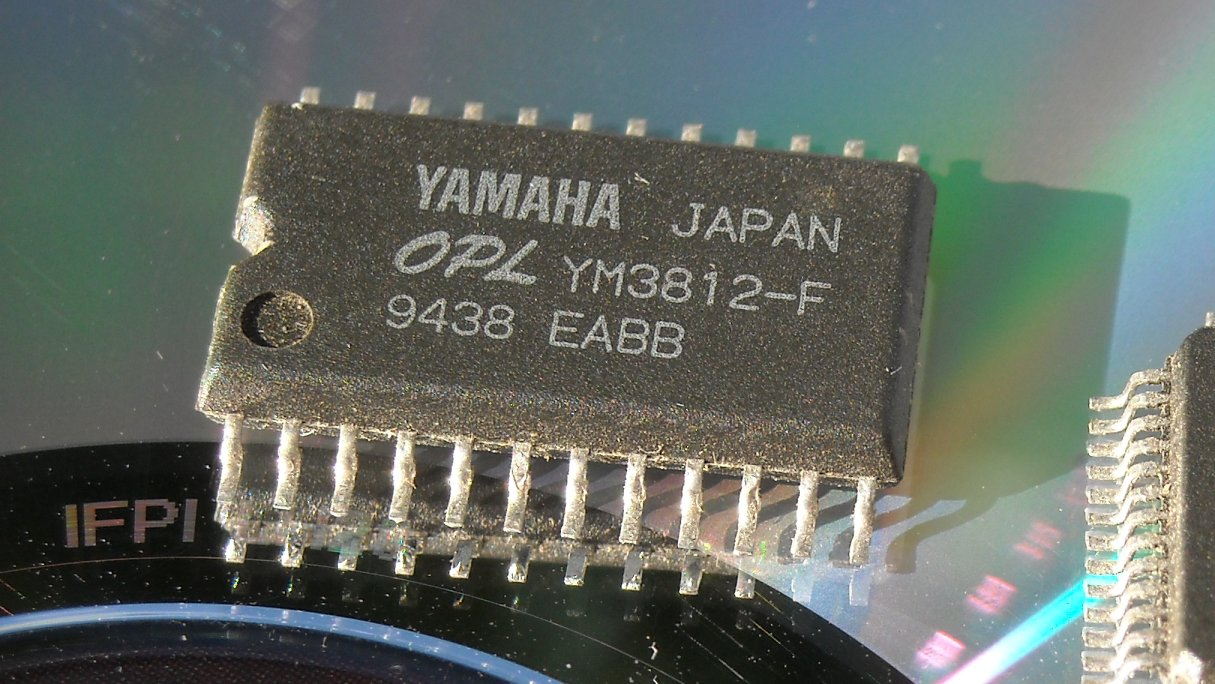
야마하 YM3812-F SMD (표면 실장 OPL2 칩)
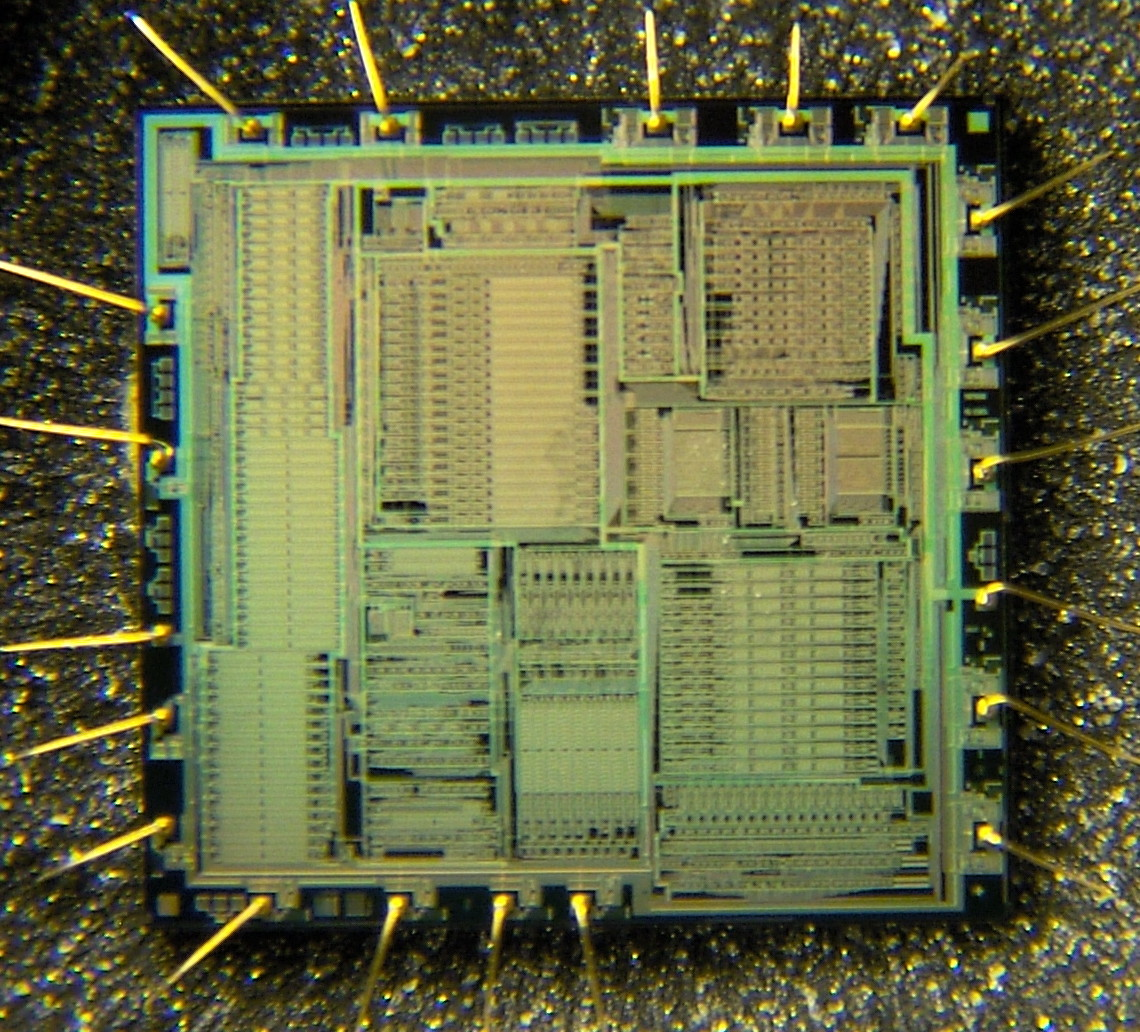
YM3812가 다이 표면에 보인다.

## 디지털 키보드 (엔트리 키보드)
YM3812를 사용하는 키보드는 다음과 같다:
- Yamaha PSR-11 49-keys 16-sounds (1986)
- Yamaha PSR-12 49-keys 32-sounds (1987)
- Yamaha PSR-21 49-keys 16-sounds, 2 steps sliders (1986)
- Yamaha PSR-22 49-keys 32-sounds, 2 steps sliders (1987)
- Yamaha PSR-31 61-keys 16-sounds, additional YM3301 chip[3] for drums (1991)
- Yamaha PSR-32 61-keys 32-sounds, additional YM3301 chip[3] for drums (1987)
- Yamaha PSS-360 49 mini-keys 21-sounds, 5 steps sliders, PSS-460의 비용 절감 모노 버전 (1986)
- Yamaha PSS-460 49 mini-keys 21-sounds, 5 steps sliders (1986)
- Yamaha PSS-470 49 mini-keys 21-sounds, 5 steps sliders (1987)
- Yamaha PSS-560 49 mini-keys 21-sounds, 5 steps sliders, additional YM3301 chip[3] for drums (1986)
- Yamaha PSS-570 49 mini-keys 21-sounds, 5 steps sliders, additional YM3301 chip[3] for drums (1987)

YM2413(비용을 줄인 YM3812 버전)를 사용하는 키보드는 다음과 같다:
- Yamaha PSR-6 49-keys 100-sounds (1994)
- Yamaha PSS-140 37 mini-keys 100-sounds (1988)
- Yamaha PSS-170 44 mini-keys 100-sounds (1986)
- Yamaha PSS-270 49 mini-keys 100-sounds (1986)